# Ascidia liberata
Ascidia liberata is een zakpijpensoort uit de familie van de Ascidiidae. De wetenschappelijke naam van de soort is voor het eerst geldig gepubliceerd in 1887 door Sluiter.